# Tsuyoshi Yamanaka
Tsuyoshi Yamanaka (Japón, 18 de enero de 1939-Tokio, 10 de febrero de 2017) fue un nadador japonés especializado en pruebas de estilo libre media y larga distancia, donde consiguió ser subcampeón olímpico en 1960 en los 400 metros.

## Carrera deportiva
En las Olimpiadas de Melbourne 1956 ganó dos medallas de plata: en 400 y 1500 metros estilo libre.
Cuatro años después, en los Juegos Olímpicos de Roma 1960 ganó la medalla de plata en los 400 metros libre, con un tiempo de 4:21.4 segundos, tras el australiano Murray Rose; y también plata en los relevos de 4x200 metros estilo libre, tras Estados Unidos (oro) y por delante de Australia (bronce).